# Буерак-Поповский
Буерак-Поповский — хутор в Серафимовичском районе Волгоградской области. Административный центр Буерак-Поповского сельского поселения.

## История
24 декабря 2004 года в соответствии с Законом Волгоградской области № 979-ОД хутор возглавил Бобровское сельское поселение.

## География
Хутор расположен на западе региона и находится в 1,5 км от р. Дон.
Улицы
- ул. И. Антипова
- ул. Новая
- ул. Перспективная
- ул. Родниковая
- ул. Центральная
- ул. Школьная
- пер. Уютный

## Население
| 2010 |
| ---- |
| 499  |

## Инфраструктура
Администрация сельского поселения.
Школа.
Развитое сельское хозяйство. Личное подсобное хозяйство.

## Транспорт
подъезд от автомобильной дороги «Михайловка (км 15) — Серафимович — Суровикино» к х. Буерак-Поповский (идентификационный номер 18 ОП РЗ 18А-2-5).